# Никиткино (Киржачский район)
Никиткино — деревня в Киржачском районе Владимирской области России, входит в состав Кипревского сельского поселения.

## География
Деревня расположена в 15 км на восток от центра поселения деревни Кипрево и в 23 км на северо-восток от райцентра города Киржач.

## История
В XIX — начале XX века деревня входила в состав Жердевской волости Покровского уезда, с 1926 года — в составе Киржачской волости Александровского уезда. В 1859 году в деревне числилось 23 двора, в 1905 году — 37 дворов, в 1926 году — 51 двор.
С 1929 года деревня входила в состав Кудринского сельсовета Киржачского района, с 1940 года — в составе Афаносовского сельсовета, с 2005 года — в составе Кипревского сельского поселения.

## Население
| 1859 | 1905 | 1926 | 2002 | 2010 | 2021 |
| ---- | ---- | ---- | ---- | ---- | ---- |
| 165  | ↘163 | ↗257 | ↘0   | ↗5   | ↘1   |